# 山菠菜
山菠菜（学名：Spinacia oleracea L.）为唇形科夏枯草属下的一个种。又稱為茄茉菜、野菠菜、榆錢菠菜、麝香草、法國菠菜和奶油葉。菠菜的近親，外型與菠菜相似，卻是不同的蔬菜，但營養更勝菠菜。

## 產地分布
- 青海 ( 中國 ) 、新疆、內蒙古、河北 ( 中國 )、黑龍江 ( 中國 )、吉林 ( 中國 )、遼寧 ( 中國 )、山西 ( 中國 )、山東 ( 中國 )、江蘇 ( 中國 )、浙江 ( 中國 )、安徽 ( 中國 )、江西 ( 中國 )、台灣、日本、北韓、歐洲、西伯利亞。

## 營養價值
山菠菜擁有豐富的維他命A、維他命B1、維他命B2、維他命C、鈣質、鐵質、蛋白質、胡蘿蔔素等營養，常吃有助造血補血,是一種營養豐富的蔬菜。
若直接炒食會微帶苦澀味，屬品種特性，經熱開水燙過後再炒食，即可去除部份苦澀，口感佳。
古希臘人和羅馬人廣泛用來醫治咽喉痛、消化不良和黃疸病,也用作菜食。全草入藥，江蘇民間用作利尿、降血壓、治淋病及瘰癧，又可當茶飲。